# Людвиг (ландграф Гессен-Гребенштайна)
Людвиг фон Гессен-Гребенштайн (нем. Ludwig der Junker, 1305 — 2 февраля 1345) — немецкий дворянин. Он был третьим сыном ландграфа Оттона I Гессенского и его жены Адельгейды, дочери Оттона III Равенсбергского.

## Жизнь
В 1326 году Оттон I и Адельгейда посетили папу Иоанна XXII в Авиньоне с большой свитой. Папа обещал Людовику пребендарий, если он останется безбрачным. Он отказался и отрекся от своей церковной карьеры.
В 1328 году Оттон I умер, и его старший брат Генрих II унаследовал ландграфство. Людовик получил апанаж, состоящий из замка и округа Гребенштайн.
Людовик умер в 1345 году. В 1367 году Генрих II взял опеку над своим племянником, Германом II, сыном Людовика и назначил его своим соправителем и наследником.

## Брак и потомство
15 октября 1340 года Людовик женился на Элизабет, дочери графа Симона II Шпонхайм-Кройцнаха. Она была вдовой швабского графа Рудольфа I Гогенберга, умершего в 1336 году. У них было трое детей:
- Отто (1341-1357) был предназначен для церковной карьеры и получил образование в Магдебурге, где он стал каноником и намеревался стать преемником своего дяди Отто на посту архиепископа, если бы он прожил дольше. Возможно, его отравил аббат Генрих VII из Фульдского аббатства.
- Герман II, прозванный «Ученым» (ок. 1342 – 1413), стал преемником своего дяди Генриха II, ландграфа Гессенского, в качестве ландграфа Гессенского.
- Агнес (ок. 1344 – 25 декабря 1394), была настоятельницей цистерцианского монастыря Святой Екатерины в Эйзенахе, где она и умерла.